# كليم تورنر
كليم تورنر (بالإنجليزية: Clem Turner)‏ هو مصارع محترف أمريكي، ولد في 28 مايو 1945 في سينسيناتي في الولايات المتحدة، وتوفي بنفس المكان في 20 ديسمبر 2009 بسبب حادث مرور.

## وصلات خارجية
- كليم تورنر على موقع مرجع كرة القدم المحترفة.كوم (الإنجليزية)